# Franz Moßhammer
Franz Moßhammer (* 12. August 1882 in Laibach; † 14. Dezember 1964 in Bischofshofen) war ein österreichischer Politiker (SPÖ) und ÖBB-Bediensteter. Er war von 1927 bis 1934 Abgeordneter zum Nationalrat und von 1945 bis 1953 Mitglied des Österreichischen Bundesrats.

## Ausbildung und Beruf
Moßhammer wurde im damaligen Kronland Krain geboren und besuchte die Volksschule in Bischofshofen. Er absolvierte danach eine Schlosserlehre in der Pongauer Stadt Radstadt und wurde Schlossergeselle. In seinem erlernten Beruf arbeitete er in der Folge auch in der Schweiz, bevor er im Jahr 1900 in Bischofshofen als Lokomotivführer in den Dienst der k.k. Staatsbahnen in Bischofshofen trat. Er war von 1902 bis 1904 Werkmann in Linz und arbeitete ab 1904 als Lokomotivführer in Bischofshofen. Von 1918 bis 1933 war er Maschinenmeister der österreichischen Bundesbahnen in Bischofshofen, ab 1933 arbeitete er als Gastwirt. In den Jahren 1934 bis 1945 wurde er mehrfach verhaftet.

## Politik und Funktionen
Moßhammer war ab 1912 Mitglied der Gemeindevertretung von Bischofshofen und lenkte die Geschicke der Gemeinde zwischen 1920 und 1934 sowie von 1945 bis 1959 als Bürgermeister. Er vertrat die Sozialdemokratische Partei vom 18. Mai 1927 bis zum 1. Oktober 1930 sowie vom 2. Dezember 1930 bis zum 17. Februar 1934 im Nationalrat. 1945 wurde er Mitglied der provisorischen Landesparteivertretung und  am 19. Dezember 1945 Mitglied des Bundesrates. Diesem gehörte er bis zum 8. Juni 1953 an, wobei er vom 19. Dezember 1945 bis zum 30. Juni 1946 stellvertretender Vorsitzender des Bundesrates war. Des Weiteren war Moßhammer von 1946 bis 1960 Mitglied des Landesparteivorstandes der Sozialdemokratischen Partei Salzburgs und von 1946 bis 1949 deren stellvertretender Vorsitzender. Zudem wirkte er als Vorsitzender der Arbeitsgemeinschaft sozialistischer Gemeindevertreter. Über seine politische Tätigkeit verfassteMoßhammer zahlreiche Tätigkeitsberichte. 
Für seine Verdienste wurde Moßhammer 1957 zum Ehrenbürger von Bischofshofen ernannt. 1976 wurde die örtliche Hauptschule in „Franz-Moßhammer-Hauptschule“ benannt. 